# BMW M41
BMW M41 — дизельный двигатель внутреннего сгорания производства компании BMW, выпускаемый с 1994 по 2000 год.

## M41D17
BMW M41D17 — первый четырёхцилиндровый дизельный двигатель компании BMW. Впервые был представлен на BMW E36.
Двигатель состоит на 86% из общих деталей. 14% было создано «с нуля». Устанавливался на BMW E36 со следующими кузовами:
- 4-дверный седан[12][13][14]
- 5-дверный универсал[15][16][17]
- 3-дверный кабриолет[18][19][20]

Расход топлива составляет 6,5 литров на 100 километров.

## Технические характеристики
| Тип    | Мощность                          | Крутящий момент         | Годы производства |
| ------ | --------------------------------- | ----------------------- | ----------------- |
| M41D17 | 66 кВт (90 л. с.) при 4400 об/мин | 190 Н*м при 2000 об/мин | 1994—2000         |